# تيري كلارك (موسيقية)
تيري كلارك هي موسيقية ومغنية كندية، ولدت في 5 أغسطس 1968 في مونتريال في كندا.

## وصلات خارجية
- الموقع الرسمي
- تيري كلارك على موقع IMDb (الإنجليزية)
- تيري كلارك على موقع ميوزك برينز (الإنجليزية)
- تيري كلارك على موقع إن إن دي بي (الإنجليزية)
- تيري كلارك على موقع ديسكوغز (الإنجليزية)
- تيري كلارك على موقع قاعدة بيانات الفيلم (الإنجليزية)